# 天廪
天廪是中国古代星官之一，属于二十八宿西方七宿的胃宿，在胃之南，含4星。位于现代星座划分的金牛座。
清代编成的《仪象考成》和《仪象考成续编》星表，天廪增加了3星。

## 所含恒星及对应西方名称[2]
| 天廪一   | f Tau |
| 天廪二   | s Tau |
| 天廪三   | ξ Tau |
| 天廪四   | ο Tau |
|          |       |
| 天廪增一 | t Tau |
| 天廪增二 | u Tau |
| 天廪增三 | s Tau |